# 索尼ILCE-QX1
索尼ILCE-QX1是一款模块化鏡頭式相机产品，由索尼公司于2014年9月3日推出。
ILCE-QX1特别之处在于其模块化相机设计（Modular Camera） ，与之前于2013年推出的QX100类似，本体并没有配置显示屏，而需要通过WiFi连接智能手机或平板電腦进行拍摄，此系列相机属于索尼SmartShot系列，之后索尼没有再生产类似的相机。而与早前产品不同，QX1配置了APS-C规格20MP传感器，同时改为可换镜头设计，具备索尼E卡口，支持E口原生镜头或转接其他镜头；机身内置闪光灯，但是不具有机身防抖功能，且机身上没有除电源开关、闪光灯弹出钮以外的其他按键。
ILCE-QX1获得了2015年歐洲技術影像出版協會（TIPA）奖项。

## 概述
2013年9月，索尼公司发布了分离式的数码相机产品，QX100与QX10，前者基于RX100 II，后者基于WX150，然而均不具备液晶屏，仅有一个圆柱形的机身。拍摄时，需要通过WiFi连接智能设备（iOS、安卓），并且该智能设备上取景与进行参数修改并拍摄。这样的分离式，或称模块式设计，为取景带来了极大便利；同时，也丰富了手机摄影的题材。
QX1在之后一年推出，在之前产品基础上，更改为可换镜头设计，所属系列也从Cyber-shot替换为ILCE系列，其可以视作为一台高自由度的E卡口机身使用。其可以记录RAW格式照片（无法通过无线同步），视频支持FullHD规格（30fps）。
同时期，奥林巴斯以OPC（Open Platform Community）为名义在2014年公开开发计划，并于2015年发布成品的Air A01为同类定位产品。

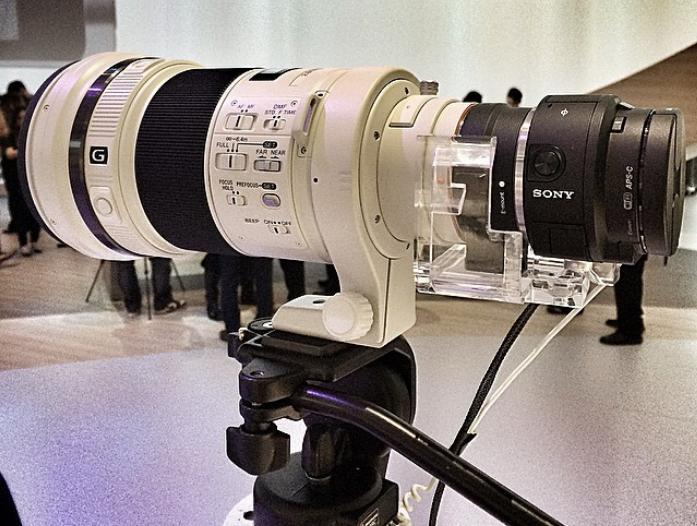
接在长焦镜头后的QX1，看起来像镜头后盖